# 德米特里·梅列日科夫斯基
德米特里·谢尔盖耶维奇·梅列日科夫斯基（俄语：Дми́трий Серге́евич Мережко́вский；1866年8月14日—1941年12月9日），俄罗斯作家、哲学家，俄罗斯最早的象征主义者之一。主要著作有小说《諸神之死：叛教者尤里安》、《諸神的復活：列奧納多·達·芬奇》及《反基督：彼得和阿列克塞》，评论《论当代俄国文学衰落的原因及其新流派》、《永远的同路人：世界文学中的肖像》，诗《黑暗之子》等。因反对十月革命于1920年携妻子季娜依达·吉皮乌斯偷渡法国，1941年病逝于巴黎。